# Sondre Tronstad
Sondre Bjorvand Tronstad (urodzony 26 sierpnia 1995 roku w Kristiansand) – norweski piłkarz występujący na pozycji pomocnika w Blackburn Rovers w angielskiej EFL Championship. Reprezentował Norwegię na poziomie juniorskim i seniorskim.

## Kariera klubowa

### Kariera juniorska
Tronstad występował w juniorskich drużynach Tveit IL przed dołączeniem do IK Start. W listopadzie 2009 14-letni Tronstad był na testach w Manchesterze United, gdzie mocno zaimponował sztabowi trenerskiemu Czerwonych Diabłów.

### IK Start
Tronstad zaliczył swój debiut dla Startu w 1. Divisjon w 2012, w sezonie, w którym klub wygrał ligę i awansował do Eliteserien. Prównywany był wtedy do byłego reprezentanta Norwegii oraz kolegi z zespołu, Fredrika Strømstada przez ówczesnego trenera Startu, Monsa Ivara Mjelde.

### Huddersfield Town
21 stycznia 2014 Tronstad dołączył do Huddersfield Town, podpisując 2,5-letni kontrakt. Nie wystąpił jednak ani razu w barwach angielskiego klubu.

### Haugesund
W styczniu 2016 Tronstad opuścił Huddersfield i powrócił do ligi norweskiej, podpisując 3-letni kontrakt z FK Haugesund. W lipcu 2017 Tronstad wystąpił w dwumeczu przeciwko Lechowi Poznań w kwalifikacjach do Ligi Europy, który norweski klub przegrał 4:3.

### Vitesse
24 stycznia 2020 Tronstad dołączył do Vitesse w niderlandzkiej Eredivisie, podpisując 3,5-letni kontrakt. Zadebiutował 1 lutego 2020, wchodząc z ławki rezerwowych w ligowym meczu przeciwko ADO Den Haag zakończonym remisem 0:0. 18 kwietnia 2021 wystąpił też w finale Pucharu Holandii przeciwko Ajaxowi zakończonym porażką 2:1.

### Blackburn Rovers
15 czerwca 2023 Blackburn Rovers występujące w EFL Championship ogłosiło, że Tronstad dołączy do klubu po wygaśnięciu jego kontraktu z Vitesse. 5 sierpnia 2023 Tronstad zaliczył swój debiut w ligowym meczu przeciwko West Bromwich Albion, zakończonym zwycięstwem 2:1. 29 stycznia 2024 strzelił swojego pierwszego gola dla Rovers, w wygranym 4:1 meczu Pucharu Anglii przeciwko Wrexham.

## Kariera reprezentacyjna
W latach 2011–2013 Tronstad występował w reprezentacji Norwegii na poziomach U16, U17 i U18. Swój debiut w reprezentacji seniorskiej zaliczył 18 listopada 2020 w meczu Ligi Narodów przeciwko Austrii zakończonym remisem 1:1.